# Les Bonnes
 (novembre 2024).
Pour le film, voir Les Bonnes (film).
Les Bonnes est une pièce de théâtre de Jean Genet, dont la première représentation eut lieu en 1947.
Tragique et violente, ses personnages et les circonstances de son drame fictif présentent de nombreuses similitudes avec l'affaire des sœurs Papin, fait-divers sanglant survenu quatorze ans plus tôt, même si l'auteur a toujours nié s'en être inspiré.

## Résumé
Deux bonnes, Claire (la sœur cadette, qui semble plus révoltée, excitée à l'idée de dominer son aînée dans le rôle de meurtrière) et Solange (l'aînée, qui paraît plus réservée, inquiète sur le comportement révolté de sa sœur, bien qu'elle y participe activement) travaillent pour une très riche bourgeoise (Madame) avec laquelle elles entretiennent une relation assez floue.[évasif] Les deux bonnes portent, dans certaines scènes où les rôles sont inversés, les robes de leur maîtresses. Claire, soutenue par Solange, a rédigé une lettre de dénonciation visant à faire incarcérer l'amant de Madame (nommé Monsieur ; cependant Monsieur est libéré et donne rendez-vous à Madame). Puis les deux sœurs tentent d’empoisonner Madame en lui faisant boire une tisane de tilleul à laquelle elles ont ajouté une forte dose de Gardénal, pour éviter de se faire démasquer[pas clair]. Malgré l'insistance de Claire, Madame ne la boit  pas et part retrouver Monsieur. Lors de la scène finale, Claire,  dans le rôle de Madame, boit la tisane empoisonnée, mourant réellement, mais assassinant ainsi symboliquement sa maîtresse, après leur échec.[pas clair]

## Création
La pièce est jouée pour la première fois le 19 avril 1947, au Théâtre de l'Athénée à Paris, avec :
- Monique Mélinand : Solange
- Yvette Etiévant : Madame
- Yolande Laffon : Claire
- Décors : Christian Bérard
- Costumes : Jeanne Lanvin
- Mise en scène : Louis Jouvet

## Accueil critique
La pièce est mal accueillie à sa création : elle n'est pas applaudie et le metteur en scène est violemment critiqué. Une des interprètes dira d'ailleurs « Lors de la générale il n’y a pas eu d’applaudissements », mais un « silence total […] C’était l’horreur ».  Or on donnait ensuite le même soir L'Apollon de Bellac de Jean Giraudoux qui fut ovationnée.
Les critiques sont nombreuses, et très virulentes. Plus de cinquante articles paraissent dans les mois qui suivent la première représentation[réf. souhaitée]. Dans la plupart d'entre eux, la pièce est jugée surjouée, longuette, malsaine. Il faut également se reporter au contexte de l’après-guerre, marqué par une volonté de réaffirmer des valeurs morales.
Néanmoins, la puissance dramatique des Bonnes a été reconnue.[Par qui ?] On peut considérer que le théâtre de Genet était légèrement en avance sur son temps, par contraste avec le théâtre de Jean Giraudoux, très à la mode à la même époque.[évasif]
La pièce se prête à des mises en scène très variées, le décor pouvant être aussi bien celui, très chargé, d’un appartement bourgeois, voulu par Louis Jouvet, que la scène très épurée d’Alain Ollivier. C’est l’œuvre la plus jouée de Jean Genet,[réf. souhaitée] et son étude figure aujourd’hui dans les programmes de français au lycée. 
En janvier 2012, plus de soixante ans après y avoir été créée, la pièce revient à l'Athénée Théâtre Louis-Jouvet, mise en scène par Jacques Vincey. La pièce est également jouée au Rayon Vert de Saint-Valery-en-Caux.
L'auteur haïtien Syto Cavé s'en est inspiré pour sa pièce Théodora, créée au Festival culturel de Fort-de-France en 1977 et publiée par la suite dans une édition plurilingue (français, créole, anglais et espagnol).

## Analyse
(novembre 2024).
- Si vous ne connaissez pas le sujet, laissez ce bandeau (vous pouvez alors contacter les auteurs).
- Si vous supprimez le contenu mis en cause (vous pouvez préalablement contacter les auteurs),

argumentez précisément cette suppression dans la page de discussion
(un manque de référence n'est pas un argument ; une recherche réelle de référence doit avoir été effectuée, être formellement documentée).
La pièce exprime un malaise identitaire : Claire et Solange se sentent emprisonnées et réduites à leur condition sociale. Le malaise tient aussi du fait que Solange et Claire se confondent continuellement, l'une incarnant la raison (Solange) et l'autre la passion (Claire). La pièce est ainsi une parodie de tragédie classique, avec un héros tragique (Claire/Solange) et un dilemme (tuer Madame, ou un dilemme intrinsèque qui repose sur la volonté de se découvrir, départ à la recherche de soi-même).
Le malaise identitaire peut être également personnel, comme le prouve la présentation très dure pour lui et pour le milieu du théâtre que Genet propose à l'éditeur Jean-Jacques Pauvert en 1954 : « Il vous faut donc une présentation. Mais que dire d'une pièce dont j'étais détaché avant même qu'elle fût achevée ? […] Commandée par un acteur célèbre en son temps, ma pièce fut donc écrite par vanité, mais dans l'ennui. » Dans cette lettre à l'éditeur, Jean Genet avoue qu'il n'aime pas le théâtre, « on s'en convaincra en lisant la pièce. […] Car même les très belles pièces occidentales ont un air de chienlit, de mascarades, non de cérémonies. Ce qui se déroule sur la scène est toujours puéril. La beauté du verbe quelquefois nous trompe quant à la profondeur du thème. Au théâtre, tout se passe dans le monde visible et nulle part ailleurs. » Ce dont Jean Genet a l'ambition, c'est « obtenir que ces personnages ne fussent plus sur la scène que la métaphore de ce qu'ils devraient représenter. Pour mener à moins mal l'entreprise, j'eusse dû, bien sûr, inventer aussi un ton de voix, une démarche, une gesticulation… C'est un échec. Je m'accuse donc de m'être abandonné sans courage à une entreprise sans risques ni périls. Je répète pourtant que j'y étais incité par cet univers du spectacle qui se satisfait d'approximation. »

Comme l'a bien précisé Jean Genet, la pièce n'est pas un plaidoyer pour les domestiques. Au contraire, selon lui, elle est destinée à mettre les spectateurs mal à l'aise. Cependant cet ouvrage repose sur une critique de la bourgeoisie du XXe siècle, que l'on peut qualifier de satire.

« Ce qui vient de la cuisine, est crachat. »

« Je hais votre poitrine pleine de souffles embaumés. Votre poitrine… d’ivoire ! Vos cuisses… d’or ! Vos pieds… d’ambre ! [Elle crache sur la robe rouge] Je vous hais ! »

 Mais sa description précise de la beauté de Madame est aussi un aveu de son attirance pour elle. Jean Genet joue avec le double sens du mot « maîtresse », comme il a joué avec le mot « bonne », pour rappeler l’ambivalence des sentiments des deux sœurs pour leur patronne. Dans leur cérémonie rituelle, le jeu de la confrontation entre Madame (Claire) et son unique domestique (Solange) est tout à fait explicite, pour ne pas dire clair :

« SOLANGE à Claire
Que Madame se souvienne que je suis la bonne…
CLAIRE à Solange
Je vois dans ton œil que tu me hais.
SOLANGE
Je vous aime.
CLAIRE
Comme on aime sa maîtresse, sans doute. »

Les deux bonnes ont prévu une fin tragique à la « cérémonie », ainsi qu’elles appellent le meurtre fantasmé de leur patronne. Solange s’avance, menaçante, pour saisir Claire-Madame par le cou.

« Bas les pattes et découvrez ce cou fragile. Allez, ne tremblez pas, ne
frissonnez pas, j’opère vite et en silence. Oui, je vais retourner à ma
cuisine, mais avant je termine ma besogne. »

Mais leur rituel est improvisé, il se veut la réalité même, et elles n’ont pas encore réussi à le mener jusqu’à sa conclusion, chaque fois le réveil leur rappelle que Madame va rentrer et elles doivent s’interrompre et redevenir elles-mêmes. Chaque fois, c’est une amère déception.

« SOLANGE
C’est chaque fois pareil. Et par ta faute. Tu n’es jamais prête assez vite. Je ne peux pas t’achever. »

Au-delà de ce jeu dangereux, elles ont prévu d’empoisonner Madame avec dix cachets de gardénal dans une tasse de tilleul bien sucré. La tragédie est décidée, le crime projeté. Les deux sœurs sont en plein délire bipolaire, le lyrisme de Claire est ahurissant :

« L’assassinat est une chose… inénarrable !… Nous l’emporterons
dans un bois et sous les sapins, au clair de lune, nous la découperons en morceaux. Nous chanterons ! Nous l’enterrerons sous les fleurs dans nos parterres que nous arroserons le soir avec un petit arrosoir ! »

Le spectateur découvre enfin Madame qui décide de voler au secours de son amant, arrêté à la suite d’une lettre de dénonciation anonyme, dont elle ignore que leur auteur n’est autre que Claire. Celle-ci tente de refermer le piège sur sa patronne :

« CLAIRE
Madame prendra un peu de tilleul, même s’il est froid.
MADAME [riant, se penche sur elle]
Tu veux me tuer avec ton tilleul… Ce soir, je boirai du champagne. »

L’exaltation de leur patronne, persuadée qu’elle va tirer son amant de sa fâcheuse situation, lui sauve la vie. 

« Mais Solange veut aller jusqu’au bout : dans la réplique la plus longue de la pièce – trois pages entières de soliloque dément ! – Solange évoque leur mort et leurs funérailles auxquelles assisteront toutes les bonniches et les loufiats, “les femmes de chambre portant nos couleurs”. Puis elle s’effondre, exténuée.
Claire reprend alors la direction de la « cérémonie », redevenant pour un instant ultime le personnage de Madame. Elle commande à Solange de lui apporter son tilleul…
Le meurtre de la maîtresse remplacé par le suicide de la bonne justifie le jugement porté sur les crimes des psychopathes : le malade se détruit lui-même, d’où son irresponsabilité juridique au niveau pénal. »

## Mises en scène notoires
- 1971 : mise en scène de Roland Monod, Comédie de Saint-Etienne.
- 1980 : mise en scène de Geneviève Bigueure, Théâtre de L'Espace-Marais, Paris.
- 1988 : mise en scène de Roman Viktiouk, Théâtre Satiricon.
- 1991 : mise en scène d'Alain Ollivier, Studio-Théâtre de Vitry.
- 1995 : mise en scène de Philippe Adrien au Théâtre du Vieux-Colombier-Comédie-française.
- 1998 : mise en scène de Camille & Manolo, Théâtre du Centaure
- 1999 : mise en scène de Olivier Bunel, Théâtre du  Tourtour
- 2011 : mise en scène de Jacques Vincey, Granit, Scène nationale de Belfort.
- 2011 : mise en scène Serge Gaborieau et Armel Veilhan, Théâtre A- La Maille, Le Théâtre du Lucernaire Paris.
- 2019 : mise en scène de Robyn Orlin, Théâtre de la Bastille.
- 2019 : mise en scène de Clément Poirée, Théâtre de la Tempête.
- 2023 : mise en scene de Fiona Julien, À L’ENSATT.
- 2024 : mise en scène de Mathieu Touzé, Théâtre 14.

## Adaptation au cinéma
- 1962 : Les Abysses de Nikos Papatakis
- 1975 : Les Bonnes de Christopher Miles
- 1985 : Les Bonnes de Michel Demoulin
- 1995 : La Cérémonie de Claude Chabrol